# Horatio Greenough
Horatio Greenough (Boston, 6 de setembro de 1805 – Somerville, 18 de dezembro de 1852) foi um escultor e teórico da arquitetura dos Estados Unidos.
Filho de David Greenough e Elizabeth Bender, desde cedo mostrou aptidão para artes e atividades mecânicas. Com doze anos fez sua primeira estátua, de William Penn. Teve aulas de escultura com Solomon Willard e Alpheus Cary. Em 1814 matriculou-se na Academia Phillips, em Andover, e em 1821 entrou em Harvard, desenvolvendo uma paixão pela Antiguidade. Nesta época Washington Allston se tornou seu mentor. Antes de graduar-se viajou para Roma para estudar arte, e tornou-se amigo de Robert Weir, com quem dividiu uma casa, tornando-se colegas de estudos. Em Roma criou vários bustos e um estátua em tamanho natural de Abel morto, além de um auto-retrato. Depois mudou-se para Florença, onde desenvolveu a maior parte de sua carreira, recebendo encomendas oficiais dos Estados Unidos. Sua maior contribuição à arte talvez sejam suas obras teóricas, uma série de ensaios sobre arquitetura onde defendeu a criação de um estilo nacional norteamericano e a unificação entre forma e função dos edifícios. Antes de falecer viajou de volta para os Estados Unidos.